# Venialbo
Venialbo – gmina w Hiszpanii, w prowincji Zamora, w Kastylii i León, o powierzchni 42,05 km². W 2011 roku gmina liczyła 464 mieszkańców.